# Јован Дука (цезар)
Јован Дука (грч. Ιωάννης Δούκας) је био византијски племић из породице Дука и цезар, из друге половине XI века. Био је брат цара Константина X (1059—1067) и једно време најутицајнија личност у Византији, током владавине његовог младог братанца, Михајла VII (1071—1078), кога је довео на власт државним ударом.

## Биографија
Јован Дука је припадао значајној и имућној племићкој породици Дука и био је један од војних заповедника из источних (малоазијских) провинција, који су сачињавали посланство упућено цару Михајлу VI (1056—1057). Он је одбио да прихвати њихове захтеве, што је довело до отворене побуне која је на власт довела Исака Комнина (1057—1059). После Исакове смрти, нови цар је постао Јованов брат Константин, а Јовану је додељена висока титула цезара. Помогао је 1061. године у гушењу побуне, а после братове смрти настојао је да истакне права свог братанца Михајла VII насупрот владавини његове мајке Евдокије, која је своју владу покушала да ојача, удајом за Романа (IV) Диогена (1068—1071). Због својих настојања да збаци Романа, Јован је приморан да напусти Цариград и оде у егзил у Битинију.
Породица Дука и Јован, као њен представник, противили су се Евдокијином избору и владавини Романа, што је свој врхунац доживело у бици код Манцикерта 1071. године. Јован син, Андроник, који је командовао резервним снагама које су чувале леђа главнини снага, предвођених самим царем Романом, у кључном тренутку није ушао у битку, већ је напустио бојиште, због чега су преостале византијске снаге доживеле пораз, а сам Роман је заробљен. Цар је са вођом Селџука, Алп Арсланом, уговорио мир, након чега је био ослобођен уз плаћање откупа, али су у његовом одсуству Дуке, предвођене Јованом, извршиле државни удар и на власт је доведен млади Михајло VII, а најутицајнији људи у држави постали су сам Јован и Михајлов учитељ Михајло Псел.
Роман је покушао да окупи снаге и поврати власт, али су га потукли Јованови синови Андроник и Константин. Он се после тога предао, али је и поред договора, ослепљен по Јовановој наредби и после само месец дана је од последица ослепљивања преминуо на острву Проти, код Цариграда. Његова смрт је покренула је Селџуке у офанзиву, пошто су они сматрали да мир који су склопили са Романом више не важи и у року од само неколико година, овладали су готово целом Малом Азијом, а унутрашња криза у Византији је настављена.
Јован је свог братанца упознао са Нићифорицом, који је врло брзо остварио велики утицај на младог Михајла и потиснуо Јована и Псела. Јован је 1074. године упућен против снага одбеглог византијског плаћеника, Урсела од Бајела. Међутим, његове снаге су поражене, а он је заробљен, после чега га је Урсел користио као марионетског претендента на трон, док га Селџуци нису заробили. Касније је за њега плаћен откуп и он је ослобођен, након чега се замонашио да би избегао кажњавање због побуне.
Услед унутрашњих немира у држави, Јован је подстакао Михајла VII да абдицира у корист Нићифора Вотанијата (1078—1081), а своју унуку Ирину (ћерку свог сина Андроника) је удао за Алексија Комнина (1081—1118). Касније је подржао његову побуну и на састанку у Цурулону његово проглашење за цара.
Преминуо је око 1088. године. Поред политичког и војног ангажмана, он се занимао и за културу. Најстарији познати рукопис дела Константина Порфирогенита (913—959) „О управљању Царством“, потиче из његове личне библиотеке, а сачувана је и његова интензивна преписка са Михајлом Пселом, једним од најученијих људи тог доба.